# Stary Redzeń
Stary Redzeń – wieś w Polsce położona w województwie łódzkim, w powiecie łódzkim wschodnim, w gminie Koluszki.
W latach 1975–1998 miejscowość administracyjnie należała do województwa piotrkowskiego.